# Liste der Monuments historiques in Aboncourt (Meurthe-et-Moselle)
Die Liste der Monuments historiques in Aboncourt (Meurthe-et-Moselle) führt die Monuments historiques in der französischen Gemeinde Aboncourt (Meurthe-et-Moselle) auf.

## Liste der Objekte
| Bezeichnung              | Beschreibung                                                   | Standort                                  | Kennzeichnung | Schutzstatus | Datum | Bild |
| ------------------------ | -------------------------------------------------------------- | ----------------------------------------- | ------------- | ------------ | ----- | ---- |
| Relief Vermählung Marias | Holz, farbig gefasst und vergoldet, Mitte des 17. Jahrhunderts | in der Kirche St-Pierre-et-St-Paul (Lage) | PM54001102    | Classé       | 1996  |      |
| Pietà                    | Stein, um 1500                                                 | in der Kirche St-Pierre-et-St-Paul (Lage) | PM54000003    | Classé       | 1979  |      |
| Skulptur Petrus          | Stein, farbig gefasst, um 1500                                 | in der Kirche St-Pierre-et-St-Paul (Lage) | PM54000002    | Classé       | 1979  |      |